# Forever (canção de Papa Roach)
"Forever" é um single lançado por Papa Roach.

## Desempenho nas paradas musicais
| Parada musical (2007)              | Melhor posição |
| ---------------------------------- | -------------- |
| Estados Unidos (Billboard Hot 100) | 55             |